# Let the Beat Go On
«Let the Beat Go On» — пісня, записана шведським музикантом і продюсером Доктором Альбаном. Була випущена у серпні 1994 року як третій сингл з його третього студійного альбому, Look Who's Talking (1994). Пісню написав і спродюсував Албан з Крістіаном Лундіном і Джоном Аматіелло, а приспів співають шведські співачки Нана Гедін і Джессіка Фолкер. Ця пісня стилю євроденс потрапила в чарти багатьох європейських країн, посіла перше місце в Іспанії, третє місце у Фінляндії та дев'яте місце в Бельгії.

## Критика
Ларрі Флік з Billboard написав, що Dr. Alban «з легкістю може зрівнятися з успіхом попереднього «Away From Home» з цією веселою частівкою, яка поєднує в собі елементи поп / рейв, hi-NRG та електро-транс. Його напружений вокал лунає над мерехтливим рядом клавішних, що декому нагадає вінтажного Джорджіо Мородера».

## Продуктивність чарту
«Let the Beat Go On» став головним хітом у багатьох європейських країнах, хоча він не досяг такого рівня успіху, як «It's My Life», «Sing Hallelujah» і «Look Who's Talking». Він посів перше місце в Іспанії, а також зумів піднятися до Топ-10 у Фінляндії та Бельгії. Крім того, сингл увійшов до Топ-20 хітів у Франції, Німеччині, Нідерландах і Швеції, а також у Eurochart Hot 100. За межами Європи «Let the Beat Go On» досяг восьмого місця в чарті RPM Dance/Urban у Канаді, 12 місця в Ізраїлі та 186 місця в Австралії.

## Музичне відео
Музичне відео на пісню «Let the Beat Go On» знято Джонатаном Бейтом. Бейт також став режисером музичних кліпів на «Look Who's Talking» і «Away from Home». Відео було завантажено на YouTube у грудні 2011 року. Станом на серпень 2020 року він набрав понад 2,2 мільйона переглядів.

## Чарти

### Щотижневі чарти
| Чарт (1994)                       | Найвища позиція |
| --------------------------------- | --------------- |
| Australia (ARIA)                  | 186             |
| Austria (Ö3 Austria Top 40)       | 23              |
| Belgium (Ultratop Flanders)       | 9               |
| Belgium (VRT Top 30 Flanders)     | 9               |
| Canada Dance/Urban (RPM)          | 8               |
| Europe (European Hot 100 Singles) | 21              |
| Europe (Eurochart Hot 100)        | 19              |
| Europe (European Dance Radio)     | 2               |
| Finland (Suomen virallinen lista) | 3               |
| France (SNEP)                     | 12              |
| Germany (Media Control Charts)    | 18              |
| Israel (IBA)                      | 12              |
| Нідерланди (Dutch Top 40)         | 22              |
| Netherlands (Single Top 100)      | 19              |
| Spain (AFYVE)                     | 1               |
| Sweden (Sverigetopplistan)        | 17              |

### Чарти на кінець року
| Чарт (1994)                 | Позиція |
| --------------------------- | ------- |
| Belgium (Ultratop Flanders) | 52      |
| Netherlands (Dutch Top 40)  | 157     |